# Joseph Okumu
Joseph Stanley Okumu (Kisumu, 26 mei 1997) is een Keniaans voetballer die sinds 2023 uitkomt voor Stade de Reims.

## Clubcarrière
Okumu begon zijn seniorencarrière in eigen land bij Chemelil Sugar FC. Van 2016 tot 2017 voetbalde hij in Zuid-Afrika bij Free State Stars. Hij speelde er amper, liet daarom zijn contract ontbinden en stopte een jaar met voetbal om te herbronnen. Via een Amerikaanse voetbalmakelaar verhuisde hij naar de Verenigde Staten, waar hij voor AFC Ann Arbor en Real Monarchs SLC speelde. In augustus 2019 tekende hij voor de Zweedse eersteklasser IF Elfsborg, waarmee hij in het seizoen 2020 tweede werd in de Allsvenskan.
Okumu kon op héél wat interesse rekenen van onder andere FC Lorient, Stade de Reims, OGC Nice, Rangers FC, Celtic FC, SSC Napoli en Valencia CF. Op voorspraak van zijn landgenoot Johanna Omolo, die tien jaar in België speelde, koos hij uiteindelijk voor de Belgische eersteklasser KAA Gent, dat ruim 3,5 miljoen euro voor hem neertelde. Die gaf hem in juni 2021 een contract voor vier seizoenen.
Na twee seizoenen in België verkaste Okumu medio 2023 naar het Franse Stade de Reims, waar hij een contract tot 2028 tekende. Stade de Reims betaalde circa €12.000.000,- voor zijn diensten.

## Clubstatistieken
| Seizoen     | Club             | Competitie         | Competitie | Competitie | Competitie | Beker | Beker | Beker | Internationaal | Internationaal | Internationaal | Totaal | Totaal | Totaal |
| Seizoen     | Club             | Competitie         | Wed.       | Dlp.       | Ass.       | Wed.  | Dlp.  | Ass.  | Wed.           | Dlp.           | Ass.           | Wed.   | Dlp.   | Ass.   |
| ----------- | ---------------- | ------------------ | ---------- | ---------- | ---------- | ----- | ----- | ----- | -------------- | -------------- | -------------- | ------ | ------ | ------ |
| 2016/17     | Free State Stars | ABSA Premiership   | 7          | 0          | 0          | 1     | 0     | 0     | —              | —              | —              | 8      | 0      | 0      |
| Club Totaal | Club Totaal      | Club Totaal        | 7          | 0          | 0          | 1     | 0     | 0     | 0              | 0              | 0              | 8      | 0      | 0      |
| 2018        | Real Monarchs    | USL Championship   | 2          | 0          | 0          | 1     | 0     | 0     | —              | —              | —              | 3      | 0      | 0      |
| 2019        | Real Monarchs    | USL Championship   | 10         | 0          | 1          | 0     | 0     | 0     | —              | —              | —              | 10     | 0      | 1      |
| Club Totaal | Club Totaal      | Club Totaal        | 12         | 0          | 1          | 1     | 0     | 0     | 0              | 0              | 0              | 13     | 0      | 1      |
| 2019        | IF Elfsborg      | Allsvenskan        | 3          | 0          | 0          | 0     | 0     | 0     | —              | —              | —              | 3      | 0      | 0      |
| 2020        | IF Elfsborg      | Allsvenskan        | 24         | 0          | 1          | 4     | 0     | 0     | —              | —              | —              | 28     | 0      | 1      |
| 2021        | IF Elfsborg      | Allsvenskan        | 7          | 0          | 0          | 3     | 0     | 0     | —              | —              | —              | 10     | 0      | 0      |
| Club Totaal | Club Totaal      | Club Totaal        | 34         | 0          | 1          | 7     | 0     | 0     | 0              | 0              | 0              | 41     | 0      | 1      |
| 2021/22     | KAA Gent         | Jupiler Pro League | 29         | 0          | 0          | 6     | 1     | 0     | 10             | 1              | 0              | 45     | 2      | 0      |
| Club Totaal | Club Totaal      | Club Totaal        | 29         | 0          | 0          | 6     | 1     | 0     | 10             | 1              | 0              | 45     | 2      | 0      |
| TOTAAL      | TOTAAL           | TOTAAL             | 82         | 0          | 2          | 15    | 1     | 0     | 10             | 1              | 0              | 107    | 2      | 2      |

## Interlandcarrière
Okumu maakte op 31 mei 2016 zijn interlanddebuut voor Kenia in een vriendschappelijke interland tegen Soedan.

## Erelijst
| Beker van België | 1x | 2021/22 |

## Trivia
- Toen Okumu voetbalde bij Kakamega High School, kreeg hij daar vanwege zijn lengte de bijnaam Crouch, vernoemd naar de ranke Engelse aanvaller Peter Crouch.
- Tijdens een voorbereidingsstage van KAA Gent trachtte de Keniaan in Jupille bij het rotsklimmen zijn hoogtevrees overwinnen, maar moest opgeven.